# 昂灰皇后
昂灰（?—?），弘吉剌氏，元太宗窝阔台的皇后（蒙古语称「哈屯」），是第五皇后。生有一子合失。窝阔台未即位前，在潜邸，以弟拖雷长子蒙哥为养子，命昂灰皇后抚育。
日本学者松田孝一将其附会为《史集》记载的木哥皇后（原为成吉思汗后妃，後被窝阔台收继），两皇后事迹不合，不是同一个人。

## 引征文献
- 《元史》卷106 后妃表
- 《新元史》卷104 后妃表